# فردریک مولنبرگ
فردریک آگوستوس کنراد مولنبرگ (۱ ژانویه ۱۷۵۰ – ۴ ژوئن ۱۸۰۱) یک کاهن و سیاستمدار آمریکایی و نخستین رئیس مجلس نمایندگان ایالات متحده آمریکا بود. وی یکی از نمایندگان کنوانسیون قانون اساسی ایالت گوه لاویا و عضو مجلس نمایندگان ایالات متحده از پنسیلوانیا و یک کشیش لوتران بود. خانه او، معروف به خانه سخنگو، اکنون یک موزه است.